# 弗雷德里克·卡努特
弗雷德里克·奥马尔·卡努特（法語：Frédéric Oumar Kanouté，1977年9月2日—），是一名已退役的出生于法国的马里籍职业足球运动员，职业生涯最后两个赛季效力于中国足球超级联赛球队北京国安。他曾获得过2007年度非洲足球先生。
卡努特身材修长，动作灵活，在球场上主要司职影子前锋。他在西班牙塞维利亚队达到了职业生涯的顶峰，夺得两个欧洲联盟杯和一个欧洲超级杯。
卡努特从大约20岁开始成为穆斯林，其后在西班牙修建了一个私人清真寺。
2012年6月29日，卡努特自由转会加盟中国足球超级联赛球队北京国安，他和北京国安签订一份价值200万美元、为期一年半的合同。

## 榮譽
個人
- 非洲足球先生：2007年；

塞维利亚
- 歐洲足協盃：2006年、2007年；
- 歐洲超級盃：2006年；
- 西班牙國王盃：2007年、2010年；
- 西班牙超級盃：2007年；

## 外部連結
- 弗雷德里克·卡努特 – FIFA國際賽競賽紀錄 (存檔)
- 足球数据库：弗雷德里克·卡努特的球员统计数据
- FootballDatabase：卡努特簡歷及統計 （页面存档备份，存于）

| 前任： | 非洲足球先生 2007年 | 繼任： |